# Terešov (Hlubočany)
Terešov (deutsch Tereschau, früher Thereschau) ist ein Ortsteil der Gemeinde Hlubočany in Tschechien. Er liegt vier Kilometer südlich von Vyškov und gehört zum Okres Vyškov.

## Geographie
Terešov befindet sich in den nordwestlichen Ausläufern der Litenčické vrchy am Übergang zur Vyškovská brázda (Wischauer Tor) und Hanna. Drei Kilometer nördlich verläuft die Autobahn D 1, dort zweigt die Schnellstraße R 46 ab. Im Norden erheben sich die Kopaniny (356 m), im Osten die Lysá hora (361 m) und südöstlich der Holý kopec (374 m).
Nachbarorte sind Brňany, Křečkovice und Topolany im Norden, Zouvalka und Moravské Prusy im Nordosten, Vážany im Osten, Manerov im Südosten, Kučerov im Süden, Hlubočany und Zvonovice im Südwesten, Rostěnice, Dvorek und Luleč im Westen sowie Drnovice und Nouzka im Nordwesten.

## Geschichte

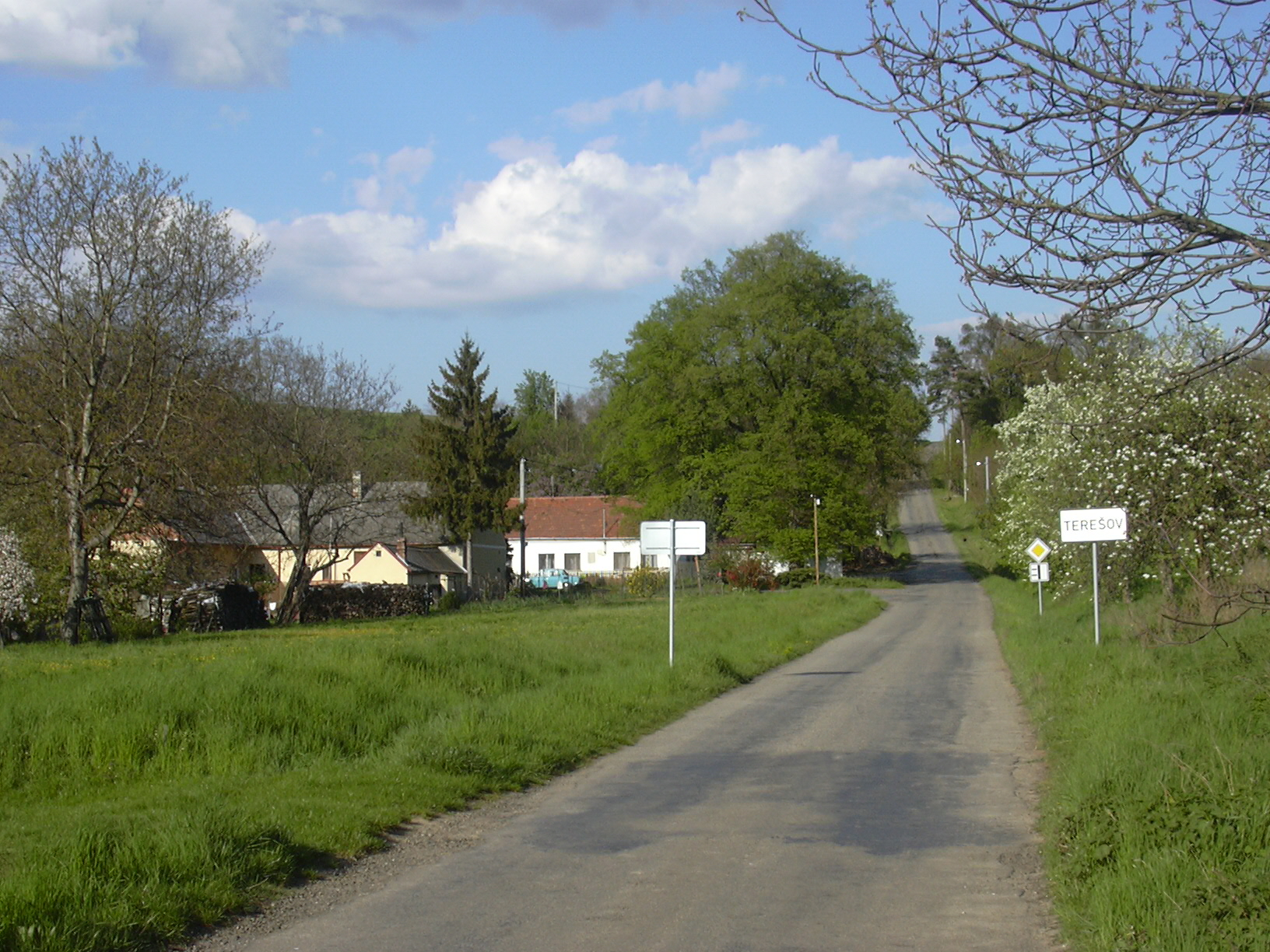
Ortsansicht

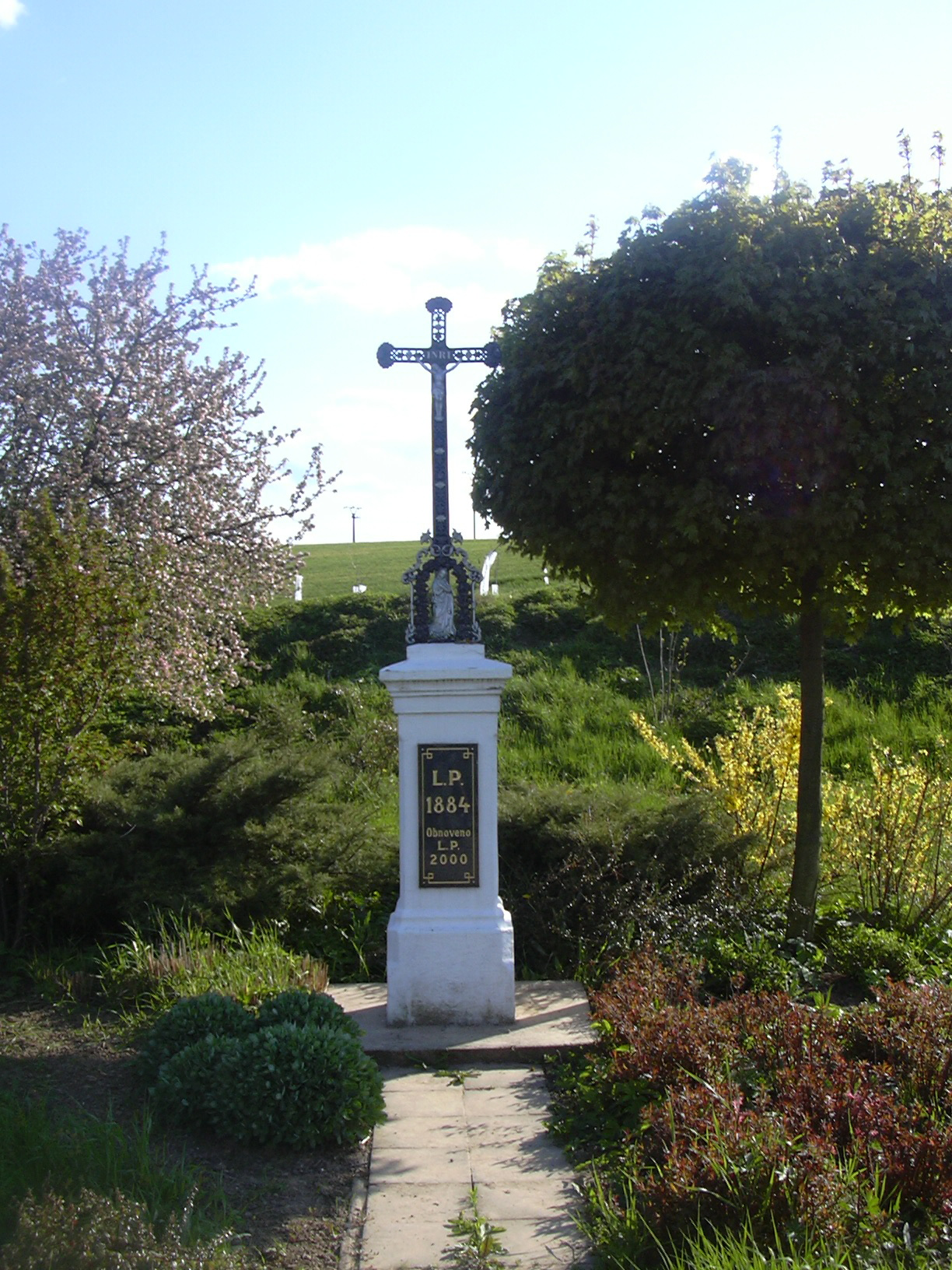
Kreuz an der Straße nach Hlubočany

Thereschau wurde im Jahre 1790 in einem Tal am südlichen Fuße der Kopaniny durch den mährischen Landrechtsbeisitzer Wenzel Graf Korzensky von Thereschau (Václav Kořenský z Terešova) auf den Ländereien seines 1753 erworbenen Allodialgutes Hobitschau als Dominikalsiedlung gegründet und ist nach seinem Gründer benannt. Die neuen Siedler waren Deutsche aus der Wischauer Sprachinsel. Korzenskys Nachkommen veräußerten das Gut Hobitschau mit Tereschau 1796 für 52.600 Rheinische Gulden an den General Ernest Graf von Blankenstein. Der größte Teil des Grund und Bodens gehörte zum Herrenhof Hobitschau. Daneben wurden im 19. Jahrhundert zwei kleineren Güter in Höfel und Thereschau vom Allodialgut abgetrennt. 1834 lebten in den 30 Häusern von Thereschau 144 Personen, die deutschsprachig und sämtlich Katholiken waren.
Nach der Aufhebung der Patrimonialherrschaften bildete Tereschau/Terešov ab 1850 einen Ortsteil der Gemeinde Hobitschau in der Bezirkshauptmannschaft Wischau. Seit der zweiten Hälfte des 19. Jahrhunderts setzte ein verstärkter Zuzug von Tschechen in die acht Orte der Sprachinsel ein. 1858 verkaufte Josef von Blankenstein das Gut Hobitschau-Tereschau an Ernst Johann Ritter von Herring. Sein Erbe fiel 1871 hälftig Viktor und Ernst von Herring-Frankensdorf zu. 1876 wurde in Hobitschau eine einklassige deutsche Volksschule eingeweiht, die auch die Kinder von Tereschau besuchten. Zuvor erfolgte der Schulunterricht in Kutscherau. 1876 veräußerte Viktor von Herring-Frankensdorf seine Hälfte anteilig an Max von Gomperz und Julius von Gomperz. Nachfolgend erwarb die Familie Gomperz den gesamten Großgrundbesitz und seit 1909 war Philipp Ritter von Gomperz alleiniger Eigentümer. Im Jahre 1919 wurde in Hobitschau eine tschechische Minderheitenschule eingerichtet. Bis zum Ende des Zweiten Weltkrieges war Tereschau mehrheitlich von Deutschen besiedelt. Zusammen mit Hobitschau, Rosternitz, Swonowitz, Kutscherau, Lissowitz, Gundrum und Tschechen bildete es eine deutsche Sprachinsel mit insgesamt 3500 Bewohnern innerhalb des tschechischen Sprachgebietes. Während der deutschen Besetzung erfolgte die Aussiedlung der tschechischen Minderheit aus den Sprachinseldörfern. Die Nähe zur Sprachinsel war auch einer der maßgeblichen Gründe für den 1940 erfolgten Beschluss zur Errichtung des deutschen Truppenübungsplatzes Wischau im Drahaner Bergland. Im Jahre 1946 wurden die deutschsprachigen Bewohner von Terešov nach Deutschland vertrieben und der Ort mit Tschechen aus den zwischen 1941 und 1945 für den Truppenübungsplatz geräumten 33 Dörfern des Drahaner Berglandes, deren Häuser bei den Übungen zerstört worden waren, neu besiedelt. Im Jahre 1976 wurde Terešov zusammen mit Hlubočany nach Kučerov eingemeindet. Seit 1990 ist Terešov wieder ein Ortsteil der Gemeinde Hlubočany. 1991 hatte Terešov 37 Einwohner. Beim Zensus von 2001 wurden in Terešov 34 Häuser mit 41 Bewohnern gezählt. Gepfarrt ist das Dorf nach Kučerov. In Hlubočany befindet sich eine dreiklassige Grundschule.

## Bevölkerungsentwicklung
| Volkszählung | Einwohner | davon Deutsche | davon Deutsche | davon Deutsche |
| 1880         | 120       | 74             |                |                |
| 1890         | 114       | 76             |                |                |
| 1900         | 132       | 124            |                |                |
| 1910         | 138       | 131            |                |                |
| 1921         | 138       | 66             |                |                |
| 1930         | 125       | 63             |                |                |
| 1991         | 37        | -              |                |                |
| 2001         | 41        | -              |                |                |

## Sehenswürdigkeiten
- Gusseisernes Wegekreuz an der Straße nach Hlubočany
- Naturdenkmal Zouvalka, nördlich des Dorfes
- Aussichtsturm auf dem Holý kopec